# Aleksandr Aksinin
Aleksandr Timofiejewicz Aksinin, ros. Александр Тимофеевич Аксинин (ur. 4 listopada 1954 w Leningradzie, zm. 28 lipca 2020 w Petersburgu) – rosyjski lekkoatleta startujący w barwach Związku Radzieckiego, sprinter, dwukrotny medalista olimpijski i mistrz Europy.
Rozpoczął międzynarodową karierę na mistrzostwach Europy w 1974 w Rzymie, gdzie startował w sztafecie 4 × 100 metrów, która w składzie Aleksandr Kornieluk, Aksinin, Juris Silovs i Wałerij Borzow zajęła 4. miejsce. Na halowych mistrzostwach Europy w 1975 w Katowicach zajął 2. miejsce w biegu na 60 metrów, przegrywając tylko z Wałerijem Borzowem.
Na igrzyskach olimpijskich w 1976 Aksinin odpadł w półfinale biegu na 100 metrów, ale w sztafecie 4 × 100 metrów drużyna radziecka (Aksinin, Nikołaj Kolesnikow, Silovs i Borzow) wywalczyła srebrny medal. Zwyciężył w sztafecie 4 × 100 metrów na uniwersjadzie w 1977 w Sofii. Podczas halowych mistrzostw Europy w 1978 w Mediolanie Aksinin zdobył brązowy medal w biegu na 60 metrów. Na mistrzostwach Europy w 1978 w Pradze zajął 7. miejsce w biegu na 200 metrów, a w sztafecie 4 × 100 metrów zdobył brązowy medal (tym razem w składzie Siergiej Władimircew, Kolesnikow, Aksinin i Wołodymyr Ihnatenko). Na halowych mistrzostwach Europy w 1979 w Wiedniu zajął 4. miejsce w finale biegu na 60 metrów, a w  halowych mistrzostwach Europy w 1980 w Sindelfingen zdobył na tym dystansie brązowy medal.
Na igrzyskach olimpijskich w 1980 w Moskwie zdobył złoty medal w sztafecie 4 × 100 metrów (skład sztafety: Władimir Murawjow, Nikołaj Sidorow, Aleksandr Aksinin, Andriej Prokofjew). W biegu na 100 metrów zajął 4. miejsce w finale. Na halowych mistrzostwach Europy w 1982 w Mediolanie odpadł w eliminacjach biegu na 60 metrów. Na swych ostatnich wielkich zawodach, mistrzostwach Europy w 1982 w Atenach zdobył złoty medal w sztafecie 4 × 100 metrów (skład sztafety: Siergiej Sokołow, Aksinin,  Prokofjew i Sidorow).
Aleksandr Aksinin był mistrzem Związku Radzieckiego w biegu na 200 metrów w 1976 oraz w sztafecie 4 × 100 metrów w 1974, 1978 i 1980.

## Rekordy  życiowe
- Bieg na 100 metrów – 9,9 s (1980)[1]